# Jules Pascin

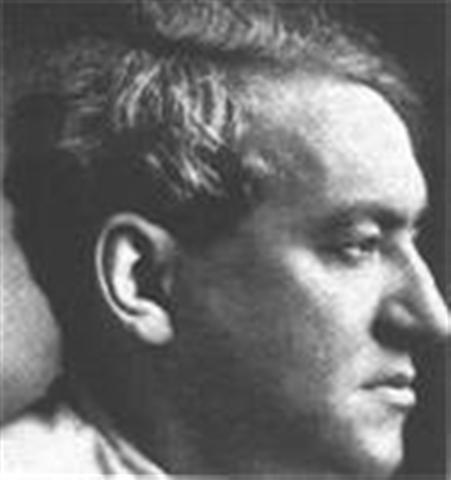
Jules Pascin

Julius Mordecai Pincas, född 31 mars 1885, död 5 juni 1930, känd som Pascin, Jules Pascin, eller "Prinsen av Montparnasse", var en bulgarisk målare.

## Biografi
Julius Pincas föddes i Vidin, Bulgarien med en spansk-sefardisk judisk far och en serbisk-italiensk mor.  Han kunde språket flytande, han hade en viss bulgarisk härstamning men detaljer är inte kända. Han tog sin pseudonym när han anlände till Paris i december 1905, som en del av en stor konstnärsinflyttning till Paris i början av 1900-talet.
Han började som serietecknare i Berlin och illustrerade verk av Heine. Sedan började han att måla på allvar. Han arbetade i Frankrike och USA – han blev amerikansk medborgare 1915. Hans mest kända motiv är kvinnliga nakenstudier. Det finns likheter med andra konstnärer till exempel Toulouse-Lautrec och Degas men också från hans samtida Grosz och Schiele.
Pascin led av depressioner och alkoholmissbruk och han tog själv sitt liv genom hängning. Dagen då han begravdes höll alla Paris gallerier stängt som en hyllning till honom. 